# 寺村秀夫
寺村 秀夫（てらむら ひでお、1928年9月8日 - 1990年2月3日）は、日本の言語学者・日本語学者。専門は日本語文法。

## 経歴
兵庫県揖保郡龍野町（現・たつの市）生まれ。
1950年に大阪外事専門学校（現・大阪大学外国語学部）英米科を卒業。1953年に京都大学法学部を卒業。1963年にハワイ大学大学院修士課程を修了。
1965年4月から1968年7月まで大阪外国語大学専任講師、留学生別科で日本語教育に従事。1968年8月から1974年1月まで同大学助教授、1968年9月から1970年8月までカンザス州立大学東洋言語文学科客員助教授を兼任。1974年2月から1979年3月まで同大学教授。1979年4月から1987年5月まで筑波大学文芸・言語学系教授。1987年6月から1990年2月まで大阪大学文学部教授。
1990年2月に急性心不全により死去。同年3月に正四位勲三等旭日中授章を授与。

## 業績
寺村は元々英語教師であったが、大阪外国語大学留学生別科へ就職した際に、日本語を母語としない学習者に日本語を習得させることになったのを契機として、日本語教育の実践を円滑に進めるための教材や方法に対する研究を行うようになった。寺村の目指したものは、体系的で実用的な記述文法の完成にあった。例えば「～まで」と「～までに」や「～は」と「～が」のように、日本語教育では必須の助詞に関する項目から、文法項目を教える順序づけや練習法まで言及している。この姿勢は日本語における豊富な用例の観察にも現れており、寺村は用例の分析から得られる事実を素直に記述し、あえて学説や仮説に適合させる論述をしなかった。日本語教育の多くは、詳細を述べようとするあまり、体系の中に位置づけられている（というよりは辞書的になりがちである）が、寺村の日本語研究は常に体系の中にある具体の記述が意識されており、個々の説明原理が普遍性をもって述べられているのである。
寺村は海外の研究を柔軟に取り入れつつも、真似ることは最低限に抑えて批判的に学び、自身の血肉とした。日本語研究に専心するようになってからも、多くを松下大三郎、佐久間鼎、三上章などに学んだ。とりわけ三上の文法理論への傾倒は自身も認めるところであるが、決して無批判の継承ではなく、三上よりも意味を重視するなどの異同も多くあり、独自の観点も多く含まれている。

## 人物
柔らかな関西弁と人懐っこい笑顔で、誰に対しても人当たりが良かった。知り合いの外国人留学生が大学院を受験するために来日すると、宿泊場所を心配したり、自宅に招いて食事をご馳走したりすることもあったが、「研究の才能がない」と見ると、私情を挟まずに厳しい態度で研究を諦めさせるようなところがあった。

## 主要著書

### 単著
- An Introduction to the Structure of Japanese: Workbook Vol. 1 (三友社、1973)
- An Introduction to the Structure of Japanese: Workbook Vol. 2 (三友社、1973)
- An Introduction to the Structure of Japanese: Workbook Vol. 3 (三友社、1975)
- 『日本語の文法（上）』(日本語教育指導参考書4)（国立国語研究所、1978）
- 『日本語の文法（下）』(日本語教育指導参考書5)（国立国語研究所、1981）
- 『日本語のシンタクスと意味Ⅰ』（くろしお出版、1982）
- 『日本語のシンタクスと意味Ⅱ』（くろしお出版、1984）
- 『日本語のシンタクスと意味Ⅲ』（くろしお出版、1991）
- 『寺村秀夫論文集I 日本語文法編』（くろしお出版、1992）
- 『寺村秀夫論文集Ⅱ 言語学・日本語教育編』（くろしお出版、1993）

### 共著
- 『日本語表現文型　中級Ⅰ・中級Ⅱ』（筑波大学日本語教育研究会編、凡人社、1983）
- 『日本語上級文法教本』（凡人社、1988）
- 『ケーススタディ 日本語の文章・談話』（おうふう、2005）

### 企画・編集
- 『日本語文法セルフ・マスターシリーズ1～7』（くろしお出版、1985～2001）